# Northampton Shire
Koordinaten: 28° 21′ S, 114° 38′ O

Das Shire of Northampton ist ein lokales Verwaltungsgebiet (LGA) im australischen Bundesstaat Western Australia. Das Gebiet ist 12.618 km² groß und hat etwa 3.200 Einwohner.
Northampton liegt an der australischen Westküste etwa 420 Kilometer nordwestlich der Hauptstadt Perth. Der Sitz des Shire Councils befindet sich in der Ortschaft Northampton, wo etwa 800 Einwohner leben (2016).
Die 60 Kilometer vor der Küste gelegene Inselkette Houtman Abrolhos gehört zur Shire of Northampton.
Innerhalb des Shires liegt auch der Besitz des Landwirten Leonard Casley, der 1970 nach einem Streit mit der westaustralischen Staatsregierung um Produktionsquoten den Scheinstaat „Principality of Hutt River“ ausrief.

## Verwaltung
Der Northampton Council hat zehn Mitglieder. Die Councillor werden von den Bewohnern der zwei Wards (sechs aus dem Northampton und vier aus dem Kalbarri Ward) gewählt. Aus dem Kreis der Councillor rekrutiert sich auch der Ratsvorsitzende und Shire President.